# Procon-ten

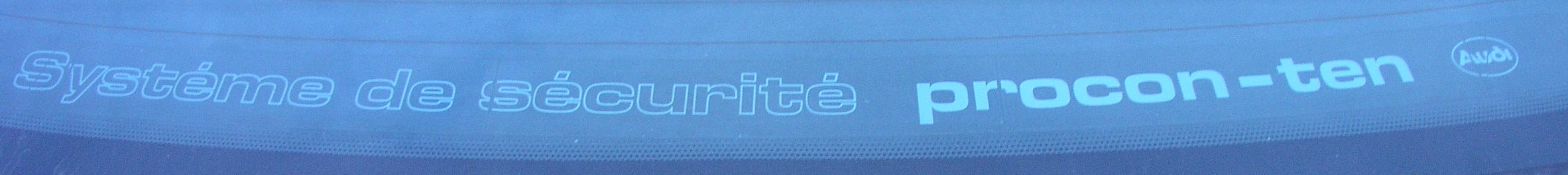
Adhesivo en el cristal trasero de un Audi equipado con el sistema.

Audi fue uno de los últimos fabricantes de coches alemanes en incorporar airbag en sus vehículos, principalmente debido a la gran efectividad de la tecnología a la que bautizaron como Procon-ten (Programmed Controlled Contraction).
El sistema consistía en unos cables de acero montados inmediatamente detrás del motor. En caso de colisión frontal, el motor se desplazaba hacia atrás, tensando estos cables, que, mediante un juego de poleas, retiraban el volante de delante del conductor y tensaban los cinturones de seguridad, sustituyendo así tanto a los pretensores como al airbag.
Los primeros coches con Procon-ten fueron lanzados al mercado en 1986. El Audi 100 montaba este sistema. Muchos Audi de la época anunciaban el sistema en adhesivos instalados por Audi en el cristal trasero.
A pesar de ser de tracción delantera, los vehículos Audi que montaban este sistema llevaban el motor montado en disposición longitudinal, por lo que el motor era uno de los primeros elementos del vehículo en ser empujado hacia atrás en caso de colisión.
Se trata de un sistema simple pero efectivo. En caso de colisión frontal, el motor tiende a desplazarse hacia el habitáculo, momento en que unos cables de acero se tensan y provocan, mediante un movimiento de poleas, la retirada del volante hacia el salpicadero y el tensado de los cinturones de seguridad. Esto hizo que Audi fuera uno de los últimos fabricantes alemanes de su segmento en incorporar airbags.
En la actualidad, la función del Procon-ten la realizan los pretensores del cinturón de seguridad y los airbag. Los pretensores, cuando se produce una colisión, detonan un ingenio pirotécnico que tensan el cinturón en cuestión de milisegundos, logrando una mejor sujeción del cuerpo. Los airbags evitan el letal contacto con el volante, las heridas por restos de cristales y reducen las consecuencias de las lesiones. Estos sistemas son complementarios, deben utilizarse a la vez.
Procon-Ten es una marca registrada de Audi AG.
- Datos: Q1753630